# Synagoge von Ostia

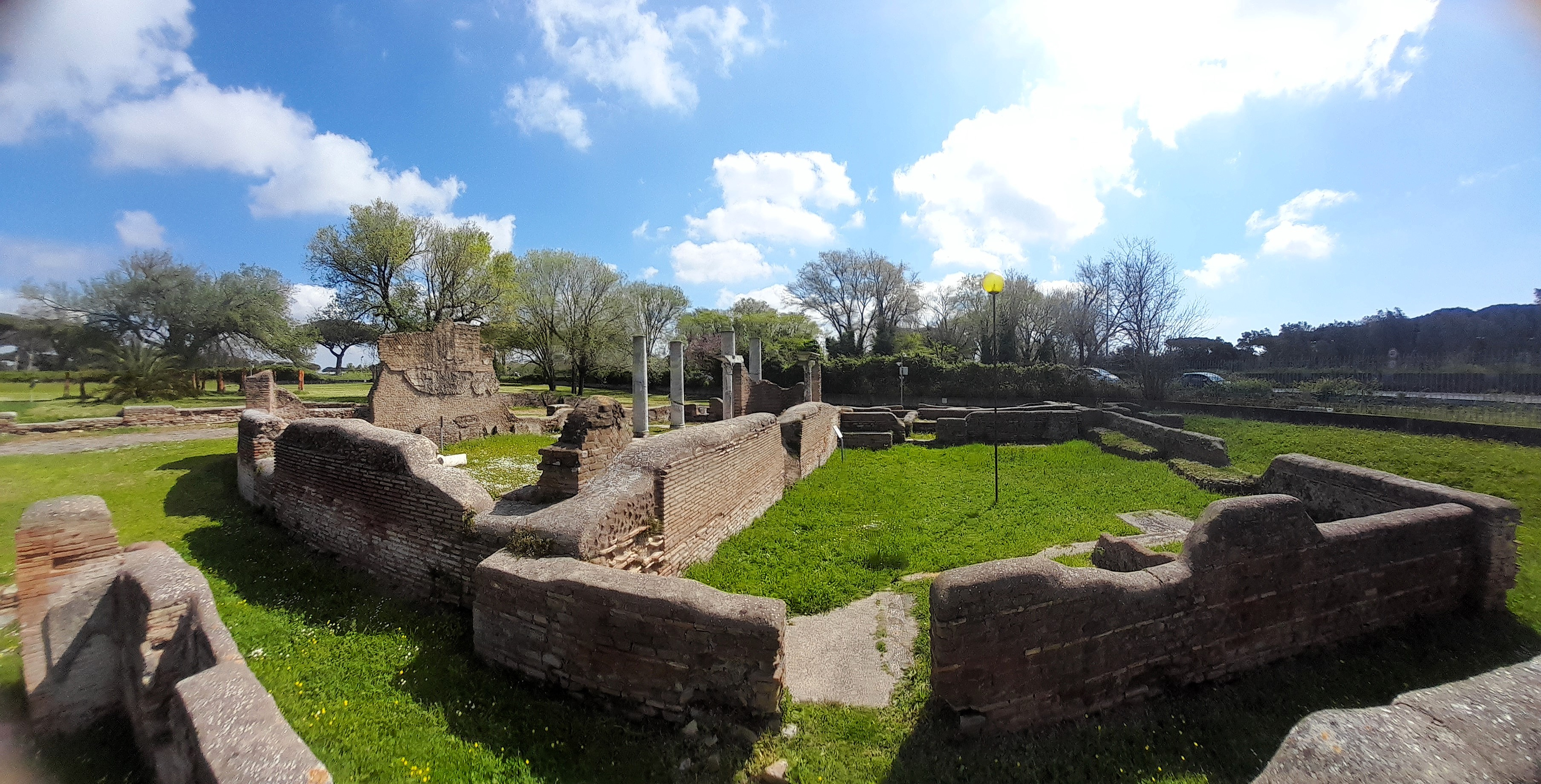
Synagoge von Ostia

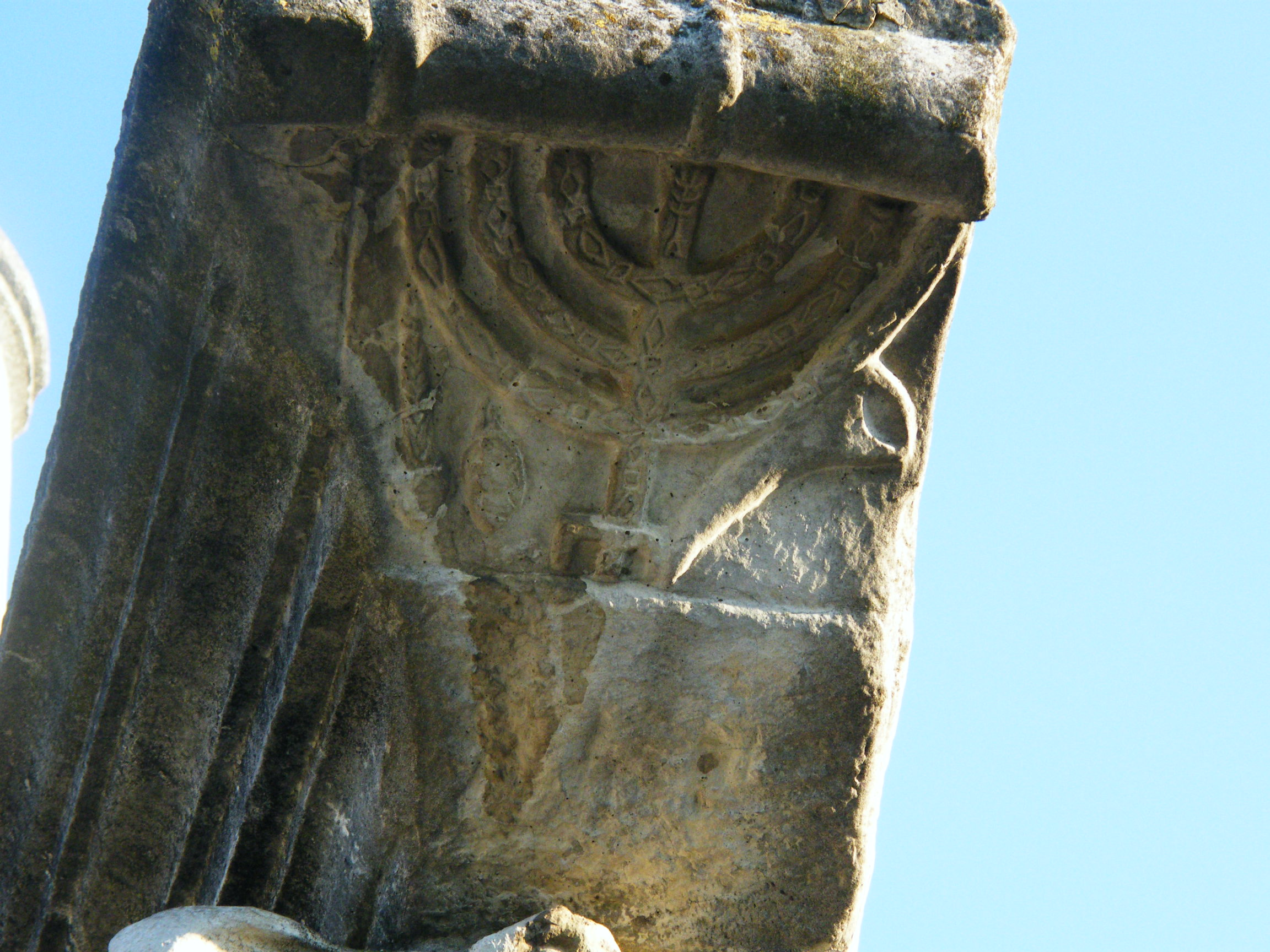
Relief einer Menora in der Synagoge von Ostia

Die Synagoge der Stadt Ostia Antica wurde im Jahr 1961 entdeckt und in den darauffolgenden Jahren ausgegraben sowie teilweise restauriert. Sie befindet sich in der Nähe der Mündung des Tiber und zählt zu den ältesten bekannten Synagogen Italiens sowie Europas.

## Beschreibung
Im Bau fanden sich ein Relief mit einer Menora (siebenarmiger Leuchter) sowie Lampen mit demselben Motiv, was die Identifizierung als Synagoge erlaubte. Die heute sichtbaren Ruinen stammen vom Bau des 4. Jahrhunderts, doch konnten auch frühere Bauphasen festgestellt werden. Die älteste datiert unter Claudius (41–54 n. Chr.); ob das Gebäude damals schon als Synagoge diente, ist ungewiss.
L. M. White nimmt an, dass das Gebäude mehrere Entwicklungsphasen durchlaufen hat. Wie auch andere bekannte Synagogen (etwa die Synagoge von Dura Europos in Syrien) sei auch die in Ostia aus einem bereits existierenden Vorgängerbau hervorgegangen. Diese 1. Phase datiert er an das Ende des 1. Jahrhunderts n. Chr. mit dem Bau eines Insula-Komplexes. Erst durch eine Renovierung Mitte/Ende des 2. Jahrhunderts n. Chr. sei eine Umfunktionierung des Gebäudes zu einer Synagoge erfolgt.
Der Bau besteht aus einer Haupthalle mit Bänken an drei Seiten. Er hatte einen monumentalen Eingang mit vier Säulen und ein Triclinium. Der Haupteingang ist nach Südosten, also nach Jerusalem orientiert.
Der Bau gilt als eines der wichtigsten erhaltenen Belege für das Judentum im antiken Italien.

## Ausgrabungen
Die Reste des antiken Baues wurden im April 1961 bei Ausgrabungen unter der Leitung von Maria Floriani Squarciapino gefunden. Die eigentlichen Ausgrabungen begannen im Mai desselben Jahres. Im Juni 1961 kamen Architrave mit jüdischen Symbolen zu Tage, die die Identifizierung als Synagoge ermöglichten. Diese Grabung beschränkte sich vor allem auf das aufgehende Mauerwerk. Im folgenden Jahr wurden auch ältere Bauphasen untersucht. Nun wurden auch angrenzende Mauern freigelegt. Seit 2001 wurde das Gelände der Synagoge durch L. Michael White von der University of Texas erneut untersucht.